# George Brettingham Sowerby III
George Brettingham Sowerby III (16 settembre 1843 – 31 gennaio 1921) è stato uno zoologo, editore e illustratore britannico.
Egli lavorò, così come il padre George Brettingham Sowerby II e il nonno George Brettingham Sowerby I, alla stesura del Thesaurus Conchyliorium, un trattato esaustivo e riccamente illustrato sui molluschi. A causa del suo daltonismo lasciò alla figlia il compito di colorare con precisione la maggior parte delle proprie illustrazioni.